# Erwin Resch
Erwin Resch (Mariapfarr, 4 de marzo de 1961) es un deportista austríaco que compitió en esquí alpino.
Ganó una medalla de bronce en el Campeonato Mundial de Esquí Alpino de 1982, en la prueba de descenso. 
En 1999 recibió la Condecoración de Oro de la Orden al Mérito de la República de Austria.

## Palmarés internacional
| Campeonato Mundial | Campeonato Mundial   | Campeonato Mundial | Campeonato Mundial |
| Año                | Lugar                | Medalla            | Prueba             |
| ------------------ | -------------------- | ------------------ | ------------------ |
| 1982               | Schladming (Austria) | Medalla de bronce  | Descenso           |